# 칩 즈다스키
칩 즈다스키(영어: Chip Zdarsky, 1975년 12월 21일 ~ )는 미국의 만화가, 일러스트레이터, 언론인이다. '칩 즈다스키'는 필명으로 본명은 스티븐 머레이(Steven Murray)이다. 그는 이전까지 캐나다의 언론사 《내셔널 포스트》에서 일러스트레이션을 담당하였다가, 2014년 이래 '칩 즈다스키'로서 만화 작가로 활동하였다. 이미지 코믹스에서 맷 프랙션과 같이 《섹스 크리미널즈》를 써 호평을 받았고 뒤이어 마블 코믹스에서는 《하워드 덕》을 썼다.